# Парламентарни избори в България (1962)
Парламентарните избори се провеждат на 25 февруари 1962 г. в Народна република България и са за IV народно събрание.

## Обща информация
Отечественият фронт е единствената организация, която участва в изборите и всички кандидатски листи трябва да бъдат одобрени от Фронта. Избирателите имат възможността да гласуват само за или против листата на Фронта. Само 0,03% от гласовете са подадени против Фронта. Съобщава се, че избирателната активност е 99,7%.

## Резултати
| Партия                    | Гласове   | %     | Места |
| ------------------------- | --------- | ----- | ----- |
| Отечествен фронт          | 5 461 224 | 99,97 | 321   |
| Против                    | 1 668     | 0,03  | –     |
| Невалидни/празни бюлетини | 3 625     | –     | –     |
| Общо                      | 5 466 517 | 100   | 321   |
| Източник: Nohlen & Stöver |           |       |       |